# 1916 aux Territoires du Nord-Ouest
Chronologie des Territoires du Nord-Ouest
- 1912
- 1913
- 1914
- 1915
- 1916
- 1917
- 1918
- 1919
- 1920

Cette page concerne les événements survenus en 1916 dans le territoire canadien des Territoires du Nord-Ouest.

## Politique
- Premier ministre : Frederick D. White (Commissaire en gouvernement)
- Commissaire :
- Législature :

## Décès
- 8 août : Edgar Dewdney, lieutenant gouverneur des Territoires du Nord-Ouest.